# Warehouse 13 (primeira temporada)
A primeira temporada da série de televisão Warehouse 13 estreou no dia 7 de julho de 2009 e encerrou no dia 22 de setembro do mesmo ano no Syfy Channel. A série era apresentada as 21 horas das quinta-feiras. A série constituiu  de 12 episódios

## Sinopse
Ao inicio da  primeira temporada da série os agentes especiais Pete e Myka que trabalham para o serviço secreto americano são convocados, após um incidente ao conheceram o Agente en:Artie Nielsen para o Depósito 13 localizado no estado da Dakota do Sul nos Estados Unidos.No inicio a amizade de Pete e Myka é relutante, porem com o desenvolvimento da série essa amizade cresce e ao final da primeira temporada eles se tornam verdadeiros parceiros.
Nos primeiros episódios da primeira temporada uma falha no computador do depósito causado por en:Claudia Donovan, que buscava a ajuda de Artie para resgatar seu irmão Joshua preso em uma dimensão paralela. Após esse fato Artie fica relutante em ingressar Claudia ao depósito porém é convencido por Lenna que seria uma boa oportunidade Claudia trabalhar no depósito.
Ao longo da primeira temporada o antigo parceiro de Artie, James Macpherson, se infiltra no depósito usando Leena para furtar itens para ele poder vender os artefatos para colecionadores ao redor do mundo, o plano é descoberto pelo grupo e Macpherson passa pelo "processo do bronze", que consiste em uma forma de prisão permanente, porém usando Leena outra vez consegue reverter o processo e escapa.

## Elenco

### Principal
- en:Eddie McClintock como Pete Lattimer (12 episódios)
- en:Joanne Kelly como Myka Bering (12 episódios)
- en:Saul Rubinek como Artie Nielsen (12 episódios)
- en:Genelle Williams como Leena (7 episódios)
- Simon Reynolds como Daniel Dickinson (3 episódios)

### Elenco Secundário
- en:Allison Scagliotti como Claudia Donovan (8 episódios)
- en:CCH Pounder como Mrs. Irene Frederic (6 episódios)
- en:Roger Rees como James MacPherson (3 episódios)
- en:Gabriel Hogan como Sam Martino (2 episódios)
- en:Tyler Hynes como Joshua Donovan (2 episódios)

### Participações Especiais
- en:Tricia Helfer como Bonnie Belski
- en:Erica Cerra como Jillian Whitman
- en:Joe Morton como Reverendo John Hill
- en:Michael Hogan como Warren Bering

## Ver Também
- Warehouse 13